# Liste der Baudenkmäler in Strullendorf
Auf dieser Seite sind die Baudenkmäler in der oberfränkischen Gemeinde Strullendorf zusammengestellt. Diese Tabelle ist eine Teilliste der Liste der Baudenkmäler in Bayern. Grundlage ist die Bayerische Denkmalliste, die auf Basis des Bayerischen Denkmalschutzgesetzes vom 1. Oktober 1973 erstmals erstellt wurde und seither durch das Bayerische Landesamt für Denkmalpflege geführt wird. Die folgenden Angaben ersetzen nicht die rechtsverbindliche Auskunft der Denkmalschutzbehörde.
 Diese Liste gibt den Fortschreibungsstand vom 18. September 2024 wieder und enthält 128 Baudenkmäler.

## Baudenkmäler nach Gemeindeteilen

### Strullendorf
| Lage                                                              | Objekt                                         | Beschreibung | Akten-Nr.      | Bild           |
| ----------------------------------------------------------------- | ---------------------------------------------- | --- | -------------- | -------------- |
| Am Kraftwerk 2, 3 (Standort)                                      | Mietwohnhaus                                   | Gruppe von zweigeschossigen Satteldachbauten der ehemaligen Überlandwerke Oberfranken an der Regnitz | D-4-71-195-138 | BW             |
| Am Kraftwerk 1 (Standort)                                         | Wasserkraftanlage                              | zweigeschossiges Betriebsgebäude mit Quergiebeln, verputzt | D-4-71-195-138 | weitere Bilder |
| Am Kraftwerk 3 (Standort)                                         | Werkmeisterwohnhaus                            | eingeschossiger Satteldachbau, verputzt | D-4-71-195-138 | weitere Bilder |
| Am Kraftwerk 2 (Standort)                                         | Maschinistenwohnhaus                           | eingeschossiges Doppelwohnhaus mit Satteldach und Zwerchgiebeln, verputzt; 1921/22 von Oberbaurat Schmitz, Bamberg | D-4-71-195-138 | weitere Bilder |
| Am Kraftwerk 1 (Standort)                                         | Fallkörpersperre                               | Beton, 1984 | D-4-71-195-138 | BW             |
| Bamberger Straße 1 (Standort)                                     | Wohnhaus                                       | Zweigeschossiger Walmdachbau, Erdgeschoss im 19. Jahrhundert massiv erneuert, Obergeschoss Fachwerk, 18. Jahrhundert | D-4-71-195-3   | BW             |
| Bamberger Straße 2 (Standort)                                     | Katholische Pfarrkirche St. Laurentius         | Saalbau mit eingezogenem Chor und Sakristeianbau, Sandsteinfassade mit Volutengiebel, Satteldach, Giebelreiter mit Zwiebelhaube, 1805 von Johann Lorenz Fink; mit Ausstattung | D-4-71-195-4   | weitere Bilder |
| Bamberger Straße 2 (Standort)                                     | St.-Nikolaus-Kapelle                           | mit Spitzbogenportal und Walmdach, im Kern gotisch; im Kirchhof | D-4-71-195-4   | BW             |
| Bamberger Straße 2 (Standort)                                     | Ummauerung                                     | 18./19. Jahrhundert | D-4-71-195-4   | BW             |
| Bamberger Straße 3 (Standort)                                     | Gasthaus Schwalbe                              | Massiver, zweigeschossiger Walmdachbau, verputzt mit Eckquaderung, 18. Jahrhundert | D-4-71-195-5   | weitere Bilder |
| Bamberger Straße 3 (Standort)                                     | Relief Marienkrönung                           | | D-4-71-195-5   | weitere Bilder |
| Bamberger Straße 13 (Standort)                                    | Bauernhaus                                     | Zweigeschossig, Erdgeschoss massiv, Wetterdach, Obergeschoss Fachwerk, Giebeldach mit Kniestock, um 1800, mit Erneuerungen | D-4-71-195-6   | Bauernhaus     |
| Bamberger Straße 15 (Standort)                                    | Wohnhaus                                       | Massiver, zweigeschossiger Mansardwalmdachbau, verputzt, Mittelachse und Eckpilaster Sandsteinquader, um 1800, Sanierungsbeginn 2015 | D-4-71-195-7   | Wohnhaus       |
| Kachelmannplatz 1; Nähe Am Bahnhof (Standort)                     | Bahnhof                                        | Empfangsgebäude, massiver, zweigeschossiger Bau über rechteckigem Grundriss, Satteldach (vormals Krüppelwalmdach), Fassaden aus gelbem Sandstein, Stellwerksanbau Güterschuppen mit Freiladerampe, Sandstein, seitliche Tore mit Segmentstürzen, Satteldach; 1884 | D-4-71-195-145 | weitere Bilder |
| Kalterfeldstraße 4, vor der Volksschule (Standort)                | Brunnen „Das Leben“                            | Zwei Bronzeskulpturen auf rundem Steinbecken mit Reliefs, 1910 von Christoph Nüßlein | D-4-71-195-8   | BW             |
| Weidis; Am westlichen Ufer des Rhein-Main-Donau-Kanals (Standort) | Bildstock                                      | Aufsatz, Sandstein, mit Kreuzigungsgruppe, 15. Jahrhundert | D-4-71-195-20  | BW             |
| Lindenallee 1 (Standort)                                          | Wohnhaus                                       | Massives, eingeschossiges Mansardwalmdachhaus, 1798 von Johann Lorenz Fink | D-4-71-195-9   | BW             |
| Lindenallee 21 (Standort)                                         | Wohnhaus                                       | Zweigeschossiger Walmdachbau mit Geschossgesims und Eckpilastern, sogenannter Maximilianstil, Mitte 19. Jahrhundert | D-4-71-195-10  | BW             |
| Lindenallee 32 (Standort)                                         | Wohnhaus                                       | Massives, eingeschossiges Mansarddachhaus, verputzt, um 1800 | D-4-71-195-11  | BW             |
| Lindenallee 62 (Standort)                                         | Bauernhof                                      | Wohnhaus, zweigeschossiger Walmdachbau, Erdgeschoss massiv, verputzt mit Fensterschürzen, Wetterdach, Obergeschoss Fachwerk, um 1800; Walmdachstadel, massiv, bezeichnet „1785“ Fachwerkkleinhaus, Satteldach, 19. Jahrhundert | D-4-71-195-12  | BW             |
| Lindenallee 67 (Standort)                                         | Wohnhaus                                       | Zweigeschossiger Walmdachbau, Obergeschoss Fachwerk, erste Hälfte 19. Jahrhundert | D-4-71-195-13  | BW             |
| Lindenallee 72 (Standort)                                         | Wohnhaus                                       | Zweigeschossiger Walmdachbau mit Ecklisenen und Gurtgesims, Mitte 19. Jahrhundert | D-4-71-195-14  | BW             |
| Mühlberg 4 (Standort)                                             | Wohnhaus                                       | Zweigeschossiger Walmdachbau, Ecklisenen und Gurtgesims, erste Hälfte 19. Jahrhundert | D-4-71-195-15  | BW             |
| Mühlberg 14 (Standort)                                            | Ehemalige Mühle                                | Zweigeschossiger Mansardwalmdachbau, bezeichnet „1802“ Stadel, Sandsteinquader, Satteldach, erste Hälfte 19. Jahrhundert | D-4-71-195-16  | BW             |
| Nähe Bamberger Straße, nordöstlich des Ortes (Standort)           | Bildstock                                      | Runder Schaft, Aufsatz mit Bildnischen und Muschelabschlüssen, bezeichnet „1677“ | D-4-71-195-18  | BW             |
| Nähe Hauptsmoorstraße, am Rande des Hauptmoorwaldes (Standort)    | Aufgelassen mit Kruzifix                       | 19. Jahrhundert | D-4-71-195-17  | BW             |
| Schulgasse 2 (Standort)                                           | Bauernhof, jetzt: Kulturbauernhof Strullendorf | Wohnhaus, eingeschossiger, verputzter Massivbau mit Satteldach, 1679 (dendrochronologisch datiert), Versteinerung des Erdgeschosses um 1860 Stadel, Massivbau, Satteldach, 1885 (i) Holzlege über Gewölbekeller mit Schweinestall, Massivbau mit Holzständerkonstruktion, Frackdach, 1899 (i) Waschhaus, Massivbau mit Satteldach, frühes 20. Jahrhundert Im Hof Taubenschlag, Holz Siehe auch: Denkmalschutzmedaille 2018 | D-4-71-195-146 | BW             |

### Amlingstadt
| Lage                                                       | Objekt                              | Beschreibung | Akten-Nr.      | Bild                |
| ---------------------------------------------------------- | ----------------------------------- | --- | -------------- | ------------------- |
| Alte Heerstraße 2 (Standort)                               | Wohnstallhaus                       | Eingeschossiger Satteldachbau, Fachwerkgiebel, 18. Jahrhundert | D-4-71-195-21  | weitere Bilder      |
| Alte Heerstraße 3 (Standort)                               | Bauernhaus                          | Zweigeschossiger Walmdachbau, Obergeschoss Fachwerk, um 1800/frühes 19. Jahrhundert | D-4-71-195-22  | weitere Bilder      |
| Amelungenstraße 7 (Standort)                               | Kruzifix                            | Holz, Blechverdachung, Corpus zweite Hälfte 19. Jahrhundert | D-4-71-195-127 | Kruzifix            |
| Amelungenstraße 9 (Standort)                               | Bauernhof; Wohnstallhaus            | Zweigeschossiges Walmdachhaus, Fachwerkobergeschoss; Stadel, Sandsteinquader und Fachwerk, Satteldach; Remise, Sandsteinquader und Fachwerk, Satteldach, Frackdach; 18./19. Jahrhundert | D-4-71-195-23  | weitere Bilder      |
| Amelungenstraße 15 (Standort)                              | Gasthaus zur Post                   | Zweigeschossiger Walmdachbau, Fachwerk, umlaufendes Wetterdach, bezeichnet „1726“ | D-4-71-195-24  | weitere Bilder      |
| Amelungenstraße 16 (Standort)                              | Wohnstallhaus                       | Eingeschossiger, giebelständiger Satteldachbau, Fachwerk, im Kern spätmittelalterlich | D-4-71-195-25  | Wohnstallhaus       |
| Amelungenstraße 19 (Standort)                              | Bauernhof                           | Wohnhaus, zweigeschossiger Walmdachbau, Fachwerkobergeschoss, massives Erdgeschoss durch Ladeneinbau verändert; Fachwerkstadel, Satteldach; Remise und Holzlege, Fachwerk, Satteldach; 18./19. Jahrhundert | D-4-71-195-26  | weitere Bilder      |
| Amelungenstraße 29 (Standort)                              | Ehemaliges Gasthaus                 | Eingeschossiger Walmdachbau auf terrassenartig vorgezogenem Kellergeschoss, klassizistisch, erste Hälfte 19. Jahrhundert; Biergarten | D-4-71-195-27  | Ehemaliges Gasthaus |
| Amelungenstraße 38 (Standort)                              | Bauernhaus                          | Zweigeschossiger, traufständiger Halbwalmdachbau, Obergeschoss Fachwerk, erste Hälfte 18. Jahrhundert | D-4-71-195-28  | weitere Bilder      |
| Amelungenstraße 44, Nähe Amelungenstraße (Standort)        | Bauernhof                           | Wohnhaus, zweigeschossiger Walmdachbau, Fachwerkobergeschoss, 18./19. Jahrhundert Fachwerkstadel, Satteldach, 18. Jahrhundert | D-4-71-195-29  | Bauernhof           |
| Amelungenstraße 62 (Standort)                              | Mühle                               | Sandsteinquaderbau mit Halbwalmdach, durch Hanglage zur Hälfte zweigeschossig, teilweise verputzt, erste Hälfte 19. Jahrhundert, Fachwerkstadel, Satteldach, 18. Jahrhundert | D-4-71-195-30  | Mühle               |
| Bachwiesen, gegenüber der ehemalige Grenzmühle (Standort)  | Kreuzstein                          | Sandstein, mittelalterlich | D-4-71-195-35  | BW                  |
| Heiligenäcker (Standort)                                   | Heiligenhäuschen                    | Sandsteinquader mit flacher Giebelbedachung, Nische vergittert, Eisenkreuz | D-4-71-195-36  | BW                  |
| Nähe Amelungenstraße, Richtung Wernsdorf (Standort)        | Bildstock                           | Säulenschaft achteckig, vierseitiger Aufsatz mit Bildnischen möglicherweise jünger, barock | D-4-71-195-34  | BW                  |
| Sankt-Ägidius-Platz 1; Nähe Sankt-Ägidius-Platz (Standort) | Katholische Pfarrkirche St. Ägidius | Saalbau mit Satteldach, eingezogener, quadratischer Chor, viergeschossiger Turm mit Spitzhelm und Ecktürmchen, 15. Jahrhundert, 1750–1751 barockisiert durch Martin Mayer, moderne Querhäuser mit Satteldach eingefügt 1970/72; mit Ausstattung; Kirchhofummauerung mit Tor, 18. Jahrhundert; katholische Kapelle St. Katharina, Walmdachbau, Ende 18./Anfang 19. Jahrhundert; mit Ausstattung | D-4-71-195-31  | weitere Bilder      |
| Sankt-Ägidius-Platz 4; Hirschaider Straße 1 (Standort)     | Katholische Pfarrhof                | Zweigeschossiger Walmdachbau mit genuteten Eckpilastern und Brüstungsfeldern mit eingetieften Spiegeln, 1692–1711; Pfarrscheune 1588/89 (dendrochronologisch datiert); Ummauerung | D-4-71-195-32  | weitere Bilder      |
| Zum Lehengarten 1 (Standort)                               | Ehemalige Mühle                     | Stattlicher, zweigeschossiger Sandsteinquaderbau mit Ecklisenen und Mansardwalmdach, Ende 18. Jahrhundert; Fachwerkstadel, Satteldach; Fachwerknebengebäude, Flachsatteldach, 18. Jahrhundert | D-4-71-195-33  | BW                  |

### Geisfeld
| Lage                                                     | Objekt                                         | Beschreibung | Akten-Nr.      | Bild                            |
| -------------------------------------------------------- | ---------------------------------------------- | --- | -------------- | ------------------------------- |
| Alte Dorfstraße 1 (Standort)                             | Bauernhof                                      | Zweigeschossiger Walmdachbau, Fachwerkobergeschoss; Fachwerkstadel, Satteldach; um 1800 | D-4-71-195-37  | weitere Bilder                  |
| Alte Dorfstraße 5 (Standort)                             | Fachwerkstadel                                 | Satteldach, 18. Jahrhundert | D-4-71-195-38  | BW                              |
| Alte Dorfstraße 9 (Standort)                             | Wohnhaus eines Bauernhofs, auch frühere Schule | Zweigeschossiger Walmdachbau mit Lisenengliederung und Gurtgesims, Mitte 19. Jahrhundert | D-4-71-195-39  | weitere Bilder                  |
| Alte Dorfstraße 11 (Standort)                            | Brauereigasthof Krug                           | Zweigeschossiger Walmdachbau auf hohem Kellergeschoss, Erdgeschoss mit Ecklisenen und segmentbogigen Fenstern, erste Hälfte 19. Jahrhundert, Fachwerkobergeschoss, bezeichnet „1778“, Dach verändert; Fachwerkstadel, Satteldach, 18. Jahrhundert; Remise, Sandsteinquader, offene Holzkonstruktion, Frackdach, 18. Jahrhundert | D-4-71-195-40  | weitere Bilder                  |
| Alte Dorfstraße 19 (Standort)                            | Bauernhof                                      | Zweigeschossiger Walmdachbau, Fachwerkobergeschoss, um 1800 | D-4-71-195-41  | weitere Bilder                  |
| Alte Dorfstraße 21 (Standort)                            | Bauernhof                                      | Zweigeschossiger Walmdachbau mit Ecklisenen und segmentbogigen Fensterstürzen, Mitte 19. Jahrhundert | D-4-71-195-42  | weitere Bilder                  |
| Litzendorfer Straße 3 (Standort)                         | Gasthaus Büttel                                | Zweigeschossiger Walmdachbau mit Eckpilastern, Fenster mit Segmentstürzen, um 1800 | D-4-71-195-43  | BW                              |
| Magdalenenstraße 8 (Standort)                            | Bauernhof                                      | Wohnhaus, zweigeschossiger Satteldachbau, Obergeschoss und Giebel Zierfachwerk, Mitte 18. Jahrhundert; Fachwerkstadel, Satteldach, 18. Jahrhundert; Remise, Erdgeschoss massiv, Satteldach, 18. Jahrhundert; Schuppen, Fachwerk, Satteldach, 18. Jahrhundert                                                                    | D-4-71-195-44  | weitere Bilder                  |
| Magdalenenstraße 12 (Standort)                           | Bauernhaus                                     | Zweigeschossiger Walmdachbau auf hohem Kellergeschoss, Erdgeschoss massiv, 19. Jahrhundert, Fachwerkobergeschoss, 18. Jahrhundert | D-4-71-195-45  | weitere Bilder                  |
| Magdalenenstraße 14 (Standort)                           | Bauernhaus                                     | Zweigeschossiger Walmdachbau mit Fachwerkobergeschoss, 19. Jahrhundert; Fachwerkstadel, Satteldach, 18. Jahrhundert | D-4-71-195-46  | weitere Bilder                  |
| Magdalenenstraße 18 (Standort)                           | Katholische Pfarrkirche St. Magdalena          | Chorturm wohl Anfang 15. Jahrhundert, Spitzhelm und Ecktürmchen Anfang 17. Jahrhundert, Sakristeianbau 1574; mit Ausstattung | D-4-71-195-47  | weitere Bilder                  |
| Magdalenenstraße 19 (Standort)                           | Bauernhaus                                     | Zweigeschossiger Walmdachbau mit Ecklisenen und Gurtgesims, Erdgeschoss massiv, Fachwerkobergeschoss verputzt mit Brüstungsfeldern, vor/um 1800 | D-4-71-195-48  | weitere Bilder                  |
| Magdalenenstraße 24 (Standort)                           | Pfarrhof                                       | Zweigeschossiger Mansardwalmdachbau, verputzt mit Fensterschürzen, 1791 von Johann Lorenz Fink | D-4-71-195-49  | weitere Bilder                  |
| Magdalenenstraße 25 (Standort)                           | Bauernhaus                                     | Zweigeschossiger Walmdachbau, Fachwerkobergeschoss, Ende 18. Jahrhundert | D-4-71-195-50  | weitere Bilder                  |
| Magdalenenstraße 27 (Standort)                           | Bauernhaus                                     | Zweigeschossiger Walmdachbau, Obergeschoss Fachwerk, bezeichnet „1766“ | D-4-71-195-51  | weitere Bilder                  |
| Magdalenenstraße 31 (Standort)                           | Bauernhaus                                     | Zweigeschossiger Walmdachbau, Fachwerkobergeschoss, bezeichnet „1806“ | D-4-71-195-52  | weitere Bilder                  |
| Magdalenenstraße 33 (Standort)                           | Bauernhaus                                     | Eingeschossiger Satteldachbau auf hohem Kellersockel, Fensterstürze Segmentbogig, Giebel Sichtfachwerk, 19. Jahrhundert | D-4-71-195-53  | weitere Bilder                  |
| Magdalenenstraße 35 (Standort)                           | Bauernhaus                                     | Zweigeschossiger Walmdachbau, Fachwerk, Wetterdächer, um 1800 | D-4-71-195-54  | weitere Bilder                  |
| Winkel, nordwestlich des Ortes an der St 2210 (Standort) | Heiligenhäuschen mit Giebeldach                | Bezeichnet „1888“ | D-4-71-195-57  | Heiligenhäuschen mit Giebeldach |
| Zur Bachwiese 1 (Standort)                               | Bauernhaus                                     | Zweigeschossiger Satteldachbau, Obergeschoss und Giebel Sichtfachwerk mit Wetterdächern, bezeichnet „1795“ | D-4-71-195-55  | weitere Bilder                  |
| Zur Bachwiese 2 (Standort)                               | Bauernhaus                                     | Erdgeschoss massiv und verputzt, Frackdach mit Fachwerkgiebel, Anfang 19. Jahrhundert | D-4-71-195-56  | weitere Bilder                  |
| Zur Bachwiese 10 (Standort)                              | Fachwerkscheune mit Wetterdächern              | Satteldach, bezeichnet „1792“ | D-4-71-195-128 | BW                              |

### Leesten
| Lage                             | Objekt              | Beschreibung | Akten-Nr.      | Bild           |
| -------------------------------- | ------------------- | --- | -------------- | -------------- |
| Am Zeegenbach 1 (Standort)       | Bauernhaus          | Eingeschossig, Fachwerk, im Kern 1651 (d), Umbau mit Frackdach 1823 (dendrochronologisch datiert), Überformung bezeichnet „1890“ (dendrochronologisch datiert) | D-4-71-195-61  | weitere Bilder |
| Am Zeegenbach 1 (Standort)       | Bauernhaus          | Stadel, Fachwerk und Sandsteinquader, Satteldach, 17. Jahrhundert, im 19. Jahrhundert erweitert | D-4-71-195-61  | weitere Bilder |
| Mühlwiesen (Standort)            | Heiligenhäuschen    | Nischenaufsatz mit Rundbogen überfangen, Giebeldach mit gusseisernem Kruzifix, bezeichnet „1752“(?) | D-4-71-195-68  | weitere Bilder |
| Neuwiesenstraße 5 (Standort)     | Stadel              | Fachwerk, Satteldach mit Zwerchgiebel, erste Hälfte 18. Jahrhundert | D-4-71-195-129 | weitere Bilder |
| Wernsdorfer Straße 8 (Standort)  | Katholische Kapelle | Saalbau mit Satteldach und Dachreiter, eingezogener Apsis und Sakristeianbau, neuromanisch, um 1880; mit Ausstattung | D-4-71-195-60  | BW             |
| Wernsdorfer Straße 11 (Standort) | Kruzifix            | Holz, mit Blechverdachung, um 1900 | D-4-71-195-1   | Kruzifix       |
| Wernsdorfer Straße 14 (Standort) | Stadel              | Fachwerk, Satteldach und Wetterdach, 18. Jahrhundert | D-4-71-195-63  | Stadel         |
| Wernsdorfer Straße 15 (Standort) | Bauernhaus          | Eingeschossiger Fachwerkbau mit Satteldach und Wetterdächern | D-4-71-195-64  | Bauernhaus     |
| Wernsdorfer Straße 15 (Standort) | Bauernhaus          | Fachwerkstadel, Satteldach, Wetterdächer; zweite Hälfte 17. Jahrhundert | D-4-71-195-64  | Bauernhaus     |
| Zur Mühle 5 (Standort)           | Großbauernhaus      | Zweigeschossiger Walmdachbau, Obergeschoss Fachwerk, zweite Hälfte 18. Jahrhundert/Mitte 19. Jahrhundert | D-4-71-195-65  | weitere Bilder |
| Zur Mühle 5 (Standort)           | Großbauernhaus      | Fachwerkstadel, Satteldach, Anfang 19. Jahrhundert | D-4-71-195-65  | weitere Bilder |
| Zur Mühle 17 (Standort)          | Ehemalige Mühle     | Eingeschossiger Satteldachbau, Fachwerk, Zwerchhaus mit Walmdach, Wetterdächer, erste Hälfte 18. Jahrhundert; Fachwerkstadel mit Satteldach und Wetterdächern, 18. Jahrhundert; Hofhaus, zweigeschossiger Fachwerkbau mit Holzlege, Walmdach und Wetterdach, 18. Jahrhundert; Schuppen, Sandsteinquader und Fachwerk, Satteldach, 18. Jahrhundert; Backhaus, Sandstein, Satteldach, 18. Jahrhundert | D-4-71-195-66  | weitere Bilder |
| Zur Mühle 18 (Standort)          | Bauernhaus          | Zweigeschossiger Satteldachbau, Fachwerk, um 1800 | D-4-71-195-67  | weitere Bilder |

### Mistendorf
| Lage                                                          | Objekt                                    | Beschreibung | Akten-Nr.      | Bild           |
| ------------------------------------------------------------- | ----------------------------------------- | --- | -------------- | -------------- |
| Bergstraße 1 (Standort)                                       | Fachwerkstadel                            | Satteldach, zweite Hälfte 17. Jahrhundert | D-4-71-195-130 | weitere Bilder |
| Bergstraße 3 (Standort)                                       | Ehemalige Mühle                           | Zweigeschossiger Satteldachbau mit Halbwalm, Obergeschoss Fachwerk, um 1800 | D-4-71-195-69  | weitere Bilder |
| Bergstraße 23 (Standort)                                      | Wohnstallhaus                             | Eingeschossiger Satteldachbau, Fachwerkgiebel, wohl zweites Viertel 18. Jahrhundert, Erdgeschossfachwerk teilweise um 1870 erneuert; Nebenbau mit Fachwerkoberstock, Walmdach, um 1800 | D-4-71-195-131 | Wohnstallhaus  |
| Flurweg 4 (Standort)                                          | Kleinbauernhaus                           | Eingeschossiger Satteldachbau, Fachwerk, Ende 18./Anfang 19. Jahrhundert | D-4-71-195-70  | BW             |
| Hauptstraße 5 (Standort)                                      | Bauernhaus                                | Eingeschossiger, giebelständiger Satteldachbau, Fachwerkgiebel, Anfang/Mitte 19. Jahrhundert | D-4-71-195-71  | Bauernhaus     |
| Hauptstraße 5 (Standort)                                      | Bauernhaus                                | Stadel, Sandsteinquader und Fachwerk, Satteldach, Anfang 19. Jahrhundert | D-4-71-195-71  | Bauernhaus     |
| Kirchplatz 2; Kirchplatz 2 a (Standort)                       | Bauernhof                                 | Wohnstallhaus, eingeschossiger, giebelständiger Satteldachbau, Fachwerkgiebel mit Wetterdächern, zweite Hälfte 18. Jahrhundert, Veränderungen Mitte 19. Jahrhundert Stadel, Sockelgeschoss massiv, Satteldach, 17./18. Jahrhundert Remise, Fachwerk, Frackdach, 17./18. Jahrhundert Fachwerkstadel, Satteldach, bezeichnet „1763“ | D-4-71-195-73  | BW             |
| Kirchplatz 4; Kirchplatz 4 a (Standort)                       | Pfarrhof                                  | Zweigeschossiger Satteldachbau, Obergeschoss Zierfachwerk, bezeichnet „1689“, Verschieferung bezeichnet „1882“ Pfarrstadel, Sandsteinquader, Satteldach mit Fachwerkgiebel, Südgiebel verschiefert, 18./19. Jahrhundert | D-4-71-195-74  | BW             |
| Kirchplatz 6 (Standort)                                       | Katholische Pfarrkirche Mariä Himmelfahrt | Viergeschossiger Chorturm 15. Jahrhundert, oberstes Geschoss mit Spitzhelm und Ecktürmchen 1613, Sakristeianbau, Langhaus mit Walmdach 1701 umgestaltet; Ölberghäuschen, Walmdach, 16. Jahrhundert; mit Ausstattung | D-4-71-195-75  | weitere Bilder |
| Kirchplatz 8 (Standort)                                       | Fachwerkstadel                            | Satteldach, bezeichnet „1841“, und Remise, Fachwerk, Frackdach, 18. Jahrhundert | D-4-71-195-76  | BW             |
| Kirchplatz 11 (Standort)                                      | Ehemalige Schule                          | Zweigeschossiger Satteldachbau mit Lisenengestellgliederung, um 1900; Stadel, Sandsteinquaderbau mit Fachwerkgiebeln, Satteldach und Wetterdächern, 18. Jahrhundert | D-4-71-195-132 | BW             |
| Lindenplatz 3 (Standort)                                      | Bauernhaus                                | Eingeschossiger Satteldachbau, Fachwerk, Wetterdächer, Anfang 17. Jahrhundert | D-4-71-195-77  | Bauernhaus     |
| Lindenplatz 4 (Standort)                                      | Bauernhaus                                | Eingeschossiger, giebelständiger Satteldachbau, Fachwerk, bezeichnet „1734“ | D-4-71-195-78  | Bauernhaus     |
| Lindenplatz 4 (Standort)                                      | Bauernhaus                                | Fachwerkstadel, Satteldach, zweite Hälfte 17. Jahrhundert | D-4-71-195-78  | Bauernhaus     |
| Lindenplatz 6 (Standort)                                      | Bauernhaus                                | Eingeschossiger, giebelständiger Fachwerkbau mit steilem Satteldach, Wetterdächer, 1513 (dendrochronologisch datiert) | D-4-71-195-79  | Bauernhaus     |
| Lindenplatz 6 (Standort)                                      | Bauernhaus                                | Scheune | D-4-71-195-79  | Bauernhaus     |
| Lindenplatz 8 (Standort)                                      | Bauernhaus                                | Eingeschossiger, giebelständiger Satteldachbau, Fachwerk, bezeichnet „1756“(?); Fachwerkstadel, Satteldach, Wetterdächer, 1610 mit Resten um 1400 | D-4-71-195-80  | Bauernhaus     |
| Steinknock, Treppenaufgang vom Fuß des Steinknocks (Standort) | Steinknockkapelle                         | Langhaus und eingezogener Chor, Satteldach mit Giebelreiter, neugotisch, 1894–1895 von Baumeister Benedikt; mit Ausstattung | D-4-71-195-81  | weitere Bilder |
| Ziegenbach, am Ortseingang (Standort)                         | Heiliger Johannes Nepomuk                 | Sandstein, 18. Jahrhundert | D-4-71-195-133 | weitere Bilder |
| Zum Steinknock; am Waldweg nach Tiefenhöchstadt (Standort)    | Bildstock                                 | Sogenannte Pestmarter, Sandstein, ionische Säule, vierseitiger Aufsatz mit Muschelabschluss, zweifaches Eisenkreuz, barock, bezeichnet „1689“ | D-4-71-195-82  | Bildstock      |

### Roßdorf am Forst
| Lage                                               | Objekt         | Beschreibung | Akten-Nr.      | Bild           |
| -------------------------------------------------- | -------------- | --- | -------------- | -------------- |
| Dorfstraße 11 (Standort)                           | Bauernhaus     | Zweigeschossiger Walmdachbau, Erdgeschoss im 19. Jahrhundert massiv ausgetauscht, Obergeschoss Fachwerk, zweite Hälfte 18. Jahrhundert | D-4-71-195-83  | BW             |
| Dorfstraße 17 (Standort)                           | Bauernhaus     | Zweigeschossiger Walmdachbau, Erdgeschoss im 19. Jahrhundert massiv ausgetauscht, Obergeschoss Fachwerk, Ende 18. Jahrhundert | D-4-71-195-84  | BW             |
| Dorfstraße 18 (Standort)                           | Bauernhaus     | Eingeschossiger, giebelständiger Satteldachbau, Fachwerk, zweite Hälfte 18. Jahrhundert; Fachwerkstadel, Satteldach, 18. Jahrhundert | D-4-71-195-137 | BW             |
| Dorfstraße 22 (Standort)                           | Bauernhaus     | Zweigeschossiger giebelständiger Doppelbau mit Walmdach und Satteldach, Obergeschoss Fachwerk, zweite Hälfte 18. Jahrhundert, Erdgeschoss 2011 massiv erneuert; Remise, verputzt und Fachwerk, Satteldach                                                                  | D-4-71-195-86  | BW             |
| Geisfelder Straße 5 (Standort)                     | Bauernhaus     | Zweigeschossiger Walmdachbau, Erdgeschoss massiv und verputzt, Obergeschoss Fachwerk, zweite Hälfte 18. Jahrhundert | D-4-71-195-87  | BW             |
| Geisfelder Straße 9 (Standort)                     | Bauernhaus     | Eingeschossiger Satteldachbau, straßenseitig mit Frackdach, nach 1821; Fachwerkstadel, Satteldach, zweite Hälfte 17. Jahrhundert | D-4-71-195-88  | BW             |
| Kirchweg; Am Kirchweg nach Amlingstadt (Standort)  | Bildstock      | Sandstein, glatter, leicht gebauchter Schaft, auf Kapitell mit Kämpferaufsatz zweifaches Eisenkreuz, 17./18. Jahrhundert | D-4-71-195-99  | Bildstock      |
| Kirchweg; Am Kirchweg nach Amlingstadt (Standort)  | Bildstock      | Rundschaft, vierseitiger Aufsatz mit Muschelabschluss, 16. Jahrhundert | D-4-71-195-100 | Bildstock      |
| Eggen; am Waldrand „Langer Reuthschlag“ (Standort) | Kreuzstein     | Sandstein, Vorderseite mit erhabenem lateinischem Kreuz und Pflugschar | D-4-71-195-102 | BW             |
| Nähe Geisfelder Straße (Standort)                  | Wegkapelle     | Eingang von Archivolte überfangen, Satteldach, bezeichnet „1707“ | D-4-71-195-96  | BW             |
| Kirchweg; Am Kirchweg nach Amlingstadt (Standort)  | Wegkapelle     | Sandsteinfront mit spitzbogiger Öffnung und Giebelkreuz, neugotisch | D-4-71-195-101 | weitere Bilder |
| Nähe Zum Felsenkeller (Standort)                   | Kellerhaus     | Zweigeschossiger Walmdachbau, Erdgeschoss massiv, Obergeschoss Fachwerk, Balkon-Erker mit Krüppelwalmdach, wohl zweite Hälfte 19. Jahrhundert | D-4-71-195-97  | BW             |
| Reuthweg (Standort)                                | Bildstock      | Sogenannte Weiße Marter, Sandstein, Sockel und Schaft viereckig mit vierseitigem Aufsatz, 16. Jahrhundert | D-4-71-195-98  | BW             |
| Steinweg 4 (Standort)                              | Bauernhaus     | Zweigeschossiger Satteldachbau, Obergeschoss Fachwerk, Mitte 19. Jahrhundert; Fachwerkstadel, Satteldach, zweite Hälfte 17. Jahrhundert, verändert | D-4-71-195-89  | BW             |
| Steinweg 6 (Standort)                              | Bauernhaus     | Eingeschossiger, giebelständiger Satteldachbau, Fachwerk, Anfang 19. Jahrhundert | D-4-71-195-90  | BW             |
| Steinweg 8 (Standort)                              | Bauernhaus     | Zweigeschossiger Walmdachbau, Obergeschoss Fachwerk, Ende 18. Jahrhundert | D-4-71-195-91  | BW             |
| Steinweg 12 (Standort)                             | Bauernhaus     | Eingeschossiger Satteldachbau, Fachwerk, 18. Jahrhundert | D-4-71-195-92  | BW             |
| Sutte 2 (Standort)                                 | Bauernhaus     | Massiver, zweigeschossiger Walmdachbau, Eckpilaster, um 1800/Mitte 19. Jahrhundert; Hofeinfahrt, drei Sandsteinpfosten; Hofhaus, Fachwerk auf hohem, verputztem Steinsockel, Satteldach, 18. Jahrhundert; Fachwerkstadel, Satteldach, 18. Jahrhundert, nach 1821 erweitert | D-4-71-195-93  | BW             |
| Sutte 3; Sutte 3 a (Standort)                      | Bauernhaus     | Eingeschossiger Satteldachbau, im 19. Jahrhundert massiv erneuert, Giebel Fachwerk, 18./Mitte 19. Jahrhundert; Fachwerkstadel, Satteldach, 18. Jahrhundert; Remise, Fachwerk, Satteldach, erste Hälfte 19. Jahrhundert                                                     | D-4-71-195-94  | BW             |
| Sutte 5 (Standort)                                 | Brauerei Sauer | Zweiteiliger, zweigeschossiger Walmdachbau, massiv und verputzt, um 1800 | D-4-71-195-95  | weitere Bilder |

### Wernsdorf
| Lage                                                         | Objekt                   | Beschreibung | Akten-Nr.      | Bild                     |
| ------------------------------------------------------------ | ------------------------ | --- | -------------- | ------------------------ |
| Amlingstadter Straße 10 (Standort)                           | Bauernhof                | Wohnstallhaus, zweigeschossiger Walmdachbau, Erdgeschoss massiv, Fachwerkobergeschoss, um 1800 | D-4-71-195-104 | weitere Bilder           |
| Amlingstadter Straße 10 (Standort)                           | Bauernhof                | Hofhaus, Obergeschoss Fachwerk, Satteldach, 18./19. Jahrhundert, Erdgeschoss verändert; Stadel und Remise, Fachwerk, Pultdach, 18. Jahrhundert | D-4-71-195-104 | weitere Bilder           |
| Amlingstadter Straße 12 (Standort)                           | Bauernhof                | Wohnhaus, zweigeschossiger Walmdachbau, Fachwerk, bezeichnet 1804; Fachwerkstadel, Satteldach, 18. Jahrhundert; Hofhaus, massiv und verputzt, Satteldach, erste Hälfte 19. Jahrhundert                                                                | D-4-71-195-105 | weitere Bilder           |
| Amlingstadter Straße 14 (Standort)                           | Gasthaus Kleehof         | Massiver, zweigeschossiger Walmdachbau, Sandstein, erste Hälfte/Mitte 19. Jahrhundert | D-4-71-195-106 | weitere Bilder           |
| Amlingstadter Straße 17 (Standort)                           | Bauernhaus               | Eingeschossiger, traufständiger Satteldachbau, Erdgeschoss massiv, Fachwerkgiebel mit Wetterdächern, 18./19. Jahrhundert | D-4-71-195-107 | weitere Bilder           |
| Nähe Amlingstadter Straße (Standort)                         | Kapelle                  | Fassade Werkstein mit Spitzbogenöffnung, Giebeldach, neugotisch, bezeichnet „1888“; mit Ausstattung | D-4-71-195-103 | weitere Bilder           |
| Leestener Straße 3 (Standort)                                | Bauernhaus               | Zweigeschossiger Halbwalmdachbau mit verputztem Fachwerkobergeschoss, 17./18. Jahrhundert | D-4-71-195-134 | Bauernhaus               |
| Leestener Straße 11 (Standort)                               | Hofhaus                  | Zweigeschossiger Walmdachbau mit Fachwerkobergeschoss, um 1800 | D-4-71-195-110 | Hofhaus                  |
| Nähe Roßdorfer Straße (Standort)                             | Bildstock                | Mit Kreuz, um 1800 | D-4-71-195-116 | BW                       |
| Zur Beckenmühle 1 (Standort)                                 | Bauernhof                | Wohnstallhaus, zweiteiliger und zweigeschossiger Satteldachbau, traufständig, Erdgeschoss im 19. Jahrhundert massiv erneuert, Obergeschoss Fachwerk, in Teilen um 1450 und 19. Jahrhundert Fachwerkstadel, giebelständig, Satteldach, 18. Jahrhundert | D-4-71-195-111 | Bauernhof                |
| Zur Schleifmühle 1 (Standort)                                | Wohnstallhaus            | Eingeschossiger Satteldachbau, Fachwerk; stattlicher Fachwerkstadel, Satteldach, verändert; 18. Jahrhundert | D-4-71-195-112 | weitere Bilder           |
| Zur Schleifmühle 2 (Standort)                                | Ehemaliges Verwalterhaus | Eineinhalbgeschossiger Satteldachbau, Fachwerk, zweite Hälfte 19. Jahrhundert | D-4-71-195-113 | Ehemaliges Verwalterhaus |
| Zur Schleifmühle 4 (Standort)                                | Ehemaliges Wasserschloss | Zweiflügelanlage, massiver, zweigeschossiger Satteldachbau, verputzt, Giebelreiter, 1620 Trockener Graben | D-4-71-195-114 | weitere Bilder           |
| Zur Schleifmühle 19 (Standort)                               | Bauernhaus               | Fachwerk, zweite Hälfte 18. Jahrhundert | D-4-71-195-115 | BW                       |
| Nähe Zur Schleifmühle, südlich des Schlosszugangs (Standort) | Fachwerkstadel           | Giebel verschalt, Satteldach, um 1700 | D-4-71-195-135 | Fachwerkstadel           |

### Zeegendorf
| Lage                                 | Objekt                              | Beschreibung | Akten-Nr.      | Bild |
| ------------------------------------ | ----------------------------------- | --- | -------------- | ---- |
| Am Winkelweg 1 (Standort)            | Wohnstallhaus                       | Eingeschossiger Satteldachbau, Fachwerk, erste Hälfte 19. Jahrhundert; Fachwerkstadel, Satteldach, 18. Jahrhundert | D-4-71-195-117 | BW   |
| Josefstraße 2 (Standort)             | Bauernhaus                          | Giebelständiger Satteldachbau, Erdgeschoss im 19. Jahrhundert massiv erneuert, Fachwerkgiebel, 18. Jahrhundert     | D-4-71-195-118 | BW   |
| Kapellenplatz 1 (Standort)           | Katholische Filialkirche St. Joseph | Saalbau mit abgewalmten Satteldach, Chorturm mit Pyramidendach und Sakristeianbauten, 1952; mit alter Ausstattung  | D-4-71-195-120 | BW   |
| Konrad-Schardig-Straße 22 (Standort) | Kruzifix                            | Holz, mit Blechverdachung, 17./18. Jahrhundert; bei der Mühle                                                      | D-4-71-195-126 | BW   |
| Konrad-Schardig-Straße 22 (Standort) | Ehemalige Mühle                     | Zweigeschossiger Walmdachbau, Fachwerkobergeschoss, 18. Jahrhundert                                                | D-4-71-195-121 | BW   |
| Teuchatzer Straße 36 (Standort)      | Bauernhaus                          | Zweigeschossiger Fachwerkbau mit Krüppelwalmdach, Giebelreiter, bezeichnet „1765“                                  | D-4-71-195-123 | BW   |
| Teuchatzer Straße 40 (Standort)      | Wohnstallhaus                       | Eingeschossiger Satteldachbau, Fachwerkgiebel, verputzt, 18./19. Jahrhundert                                       | D-4-71-195-124 | BW   |
| Teuchatzer Straße 44 (Standort)      | Wohnstallhaus                       | Eingeschossiger, giebelständiger Satteldachbau mit Fachwerkgiebel, Wetterdächer, 18./19. Jahrhundert               | D-4-71-195-125 | BW   |

## Ehemalige Baudenkmäler
In diesem Abschnitt sind Objekte aufgeführt, die früher einmal in der Denkmalliste eingetragen waren, jetzt aber nicht mehr. Objekte, die in anderem Zusammenhang also z. B. als Teil eines Baudenkmals weiter eingetragen sind, sollen hier nicht aufgeführt werden. Aktennummern in diesem Abschnitt sind ehemalige, jetzt nicht mehr gültige Aktennummern.

| Lage                                    | Objekt                     | Beschreibung                                | Akten-Nr.      | Bild           |
| --------------------------------------- | -------------------------- | ------------------------------------------- | -------------- | -------------- |
| Wernsdorf Leestener Straße 8 (Standort) | Eingeschossiges Bauernhaus | Fachwerk; Stadel, Fachwerk; 18. Jahrhundert | D-4-71-195-109 | weitere Bilder |

## Abgegangene Baudenkmäler
In diesem Abschnitt sind Objekte aufgeführt, die früher einmal in der Denkmalliste eingetragen waren, jetzt aber nicht mehr existieren, z. B. weil sie abgebrochen wurden. Aktennummern in diesem Abschnitt sind ehemalige, jetzt nicht mehr gültige Aktennummern.

| Lage                                | Objekt     | Beschreibung | Akten-Nr.      | Bild |
| ----------------------------------- | ---------- | --- | -------------- | ---- |
| Zeegendorf Josefstraße 8 (Standort) | Bauernhaus | Eingeschossiger, giebelständiger Satteldachbau mit Fachwerkgiebel; Fachwerkstadel mit Satteldach; 18./19. Jahrhundert | D-4-71-195-119 | BW   |